# Li Dequan
Li Dequan, född 1896, död 1972, var en kinesisk politiker.
Hon utnämndes till Kinas hälsominister 1949.